# Buckinghamshire
Buckinghamshire /ˈbʌkɪŋəmˌʃə/ es uno de los cuarenta y siete condados de Inglaterra, Reino Unido, con capital en Aylesbury y Milton Keynes. Ubicado en la región Sudeste limita al norte con Northamptonshire, al este con Bedfordshire y Hertfordshire, al sureste con Gran Londres, al sur con Berkshire y al oeste con Oxfordshire.
El área gobernada por el Ayuntamiento de Buckinghamshire está dividida en cuatro distritos: Aylesbury Vale, Chiltern, South Bucks y Wycombe, y su capital es el pueblo de Aylesbury. El municipio de Milton Keynes es una autoridad unitaria que forma parte del condado ceremonial y que anteriormente fue otro distrito gobernado por dicho ayuntamiento.
Según el censo de 2001, el condado tenía una superficie total de 1873,58 km² y una población de 686 083 habitantes.
En la reforma regional administrativa de 1974, Buckinghamshire perdió Slough y Eton, cedidos a Berkshire, estas zonas han sido administradas por las autoridades locales de Slough y Windsor and Maidenhead desde 1998.
Buckinghamshire es un condado agrícola que abarca parte de las Chiltern Hills al sur y el Valle de Aylesbury al norte. El pico más alto es Coombe Hill, cerca de Wendover con una altitud de 267 metros. Posee fértiles tierras agrícolas con muchas haciendas, en particular las de la familia Rothschild, del siglo XIX. La industria es agrícola, manufactura de muebles (tradicionalmente centrada en High Wycombe), farmacéutica e industrias de servicios y distribución. Al sur hay algunas zonas residenciales para Londres.

## Historia
El nombre de Buckinghamshire fue nombrado por el pintor británico John Stheven Hughes Arzon anglosajón y significa "El distrito de la casa de Bucca".La casa de Bucca hace referencia a Buckingham, al norte del condado, que recibe su nombre de un terrateniente anglosajón. El condado ha recibido esta denominación desde el siglo XII aunque ya existía desde la división del reino de Mercia (585-919).
Algunos de los asentamientos en Buckinghamshire son incluso anteriores al periodo anglo-sajón. Aylesbury, por ejemplo, existía ya en el año 1500 a. C. En todo el condado se encuentran obras de la época prerromana. 
La influencia romana en el condado está presente sobre todo en los caminos que lo atraviesan. La calle Watling y la calle Akeman atraviesan Buckinghamshire de este a oeste, y el camino de Icknield sigue la línea de las colinas Chiltern. Las dos primeras fueron importantes rutas comerciales que unían Londres con otras zonas de la Britania romana y el último se utilizó como línea de defensa.
Los anglosajones fueron los que más influyeron en la historia del condado. No solo dieron nombre a la mayoría de los lugares sino que la geografía actual es tal y como era durante el periodo anglo-sajón. Una de las grandes batallas mencionadas en las crónicas anglosajonas se libró en Chearsley y enfrentó a Cerdic de Wessex con los bretones.
Los Plantagenet siguieron mejorando el condado. Guillermo el conquistador se quedó con gran número de tierras para él o para su familia. Posteriormente, la esposa de Enrique VIII, Catalina Parr, ejerció una notable influencia sobre la zona. En la actualidad, Buckinghamshire está considerado un territorio de paisajes idílicos y en uno de los condados donde la vida se ha encarecido más notablemente.[cita requerida]

### Bandera
La bandera del condado de Buckinghamshire fue adoptada el 20 de mayo de 2011. La bandera tradicional de Buckinghamshire muestra un cisne encadenado sobre un fondo bicolor de rojo y negro. El emblema del cisne se remonta al tiempo anglosajón, cuando Buckinghamshire era conocida por criar cisnes para el rey. El diseño específico de la bandera, sin embargo, está basado en el escudo de armas del Ayuntamiento del Condado de Buckinghamshire, el cual a su vez es derivado de los emblemas heráldicos usados por la nobleza local en la era post-anglosajona.

## Demografía

### Condado no metropolitano
Según el censo de 2001, el condado no metropolitano de Buckinghamshire —sin incluir, por tanto, al municipio de Milton Keynes— tenía una población de 479 026 habitantes (49 % varones, 51 % mujeres) y una densidad de población de 306,1 hab/km². Aylesbury Vale era el distrito más poblado del condado, seguido por Wycombe, Chiltern, y por último South Bucks.
El 20,9 % de los habitantes del condado tenía menos de 16 años, el 72,43 % tenía entre 16 y 74, y el 6,67 % era mayor de 74. La media de edad era de 38,34 años. La población de Aylesbury Vale era la más joven, con una media de 37,17 años, y la de South Bucks la más vieja, con una media de 40,63 años. Según su grupo étnico, el 92,13 % de los habitantes eran blancos, el 1,31 % mestizos, el 4,62 % asiáticos, el 1,29 % negros, el 0,33 % chinos, y el 0,32 % de cualquier otro. La mayor parte (90,1 %) eran originarios del Reino Unido. El resto de países europeos englobaban al 3,42 % de la población, mientras que el 1,26 % había nacido en África, el 3,26 % en Asia, el 1,32 % en América del Norte, el 0,14 % en América del Sur, el 0,26 % en Oceanía, y el 0,06 % en cualquier otro lugar. 
El cristianismo era profesado por el 72,59 %, el budismo por el 0,23 %, el hinduismo por el 0,62 %, el judaísmo por el 0,33 %, el islam por el 3,62 %, el sijismo por el 0,35 %, y cualquier otra religión por el 0,26 %. El 15,12 % no eran religiosos y el 6,89 % no marcaron ninguna opción en el censo. El 41,76 % de los habitantes estaban solteros, el 45,42 % casados, el 1,63 % separados, el 5,54 % divorciados y el 5,65 % viudos.

### Condado ceremonial
Según el censo de 2001, el municipio de Milton Keynes tenía 207 057 habitantes, por lo que el condado ceremonial tendría una población total de 686 083 habitantes.
| 1801                                     | 1811    | 1821    | 1831    | 1841        | 1851    | 1861    | 1871    | 1881    | 1891    |
| ---------------------------------------- | ------- | ------- | ------- | ----------- | ------- | ------- | ------- | ------- | ------- |
| 107 444                                  | 117 650 | 134 068 | 146 529 | 155 983     | 163 554 | 167 993 | 175 879 | 176 323 | 185 284 |
| 1901                                     | 1911    | 1921    | 1931    | 1941        | 1951    | 1961    | 1971    | 1981    | 1991    |
| 197 046                                  | 219 551 | 236 171 | 271 586 | (sin censo) | 386 291 | 488 233 | 587 559 | 567 979 | 632 487 |
| (Fuente: Office for National Statistics) |         |         |         |             |         |         |         |         |         |

## Ciudades destacadas
| - Amersham - Aylesbury - Beaconsfield - Buckingham - Chesham - Gerrards Cross | - High Wycombe - Marlow - Princes Risborough - Wendover - Winslow |

## Monumentos y lugares de interés
- Circuito de Silverstone
- Hughenden Manor
- Milton's Cottage en Chalfont St Giles
- Halton House
- Hampden House
- Torres Mentmore
- Dorney Court
- Waddesdon Manor